# Justicia americana
Espèce
Justicia americana, la carmantine d'Amérique, est une espèce de plantes à fleurs de la famille des Acanthaceae. C'est une plante herbacée aquatique originaire d'Amérique du Nord.

## Liste des variétés
Selon Tropicos (4 février 2015) (Attention liste brute contenant possiblement des synonymes) :
- variété Justicia americana var. americana
- variété Justicia americana var. subcoriacea Fernald

## Aire de répartition
Son aire de répartition va du sud-est des États-Unis c'est-à-dire du Texas et de la Floride jusque dans le sud du Canada et plus spécifiquement le sud de l'Ontario et du Québec. 

## Situation de l'espèce
La carmantine d'Amérique est assez abondante aux États-Unis, mais sa situation est très à risque dans l'État d'Ohio et à risque dans deux États américains (Michigan et Louisiane). Elle est aussi reconnue comme disparue à l'État de Vermont. Au Canada, sa situation est plus préoccupante avec un risque de disparition très élevé sur les seules deux provinces habitées. Au Québec, elle se trouve que dans la région de Montréal et Bécancour avec juste trois occurrences actuelles parmi les onces qui existaient historiquement.